# Phyllodytes wuchereri
Phyllodytes wuchereri är en groddjursart som först beskrevs av Peters 1873.  Phyllodytes wuchereri ingår i släktet Phyllodytes och familjen lövgrodor. IUCN kategoriserar arten globalt som otillräckligt studerad. Inga underarter finns listade i Catalogue of Life.